# Ulisses Oliveira
Ulisses Rocha de Oliveira (sinh ngày 25 tháng 3 năm 1989), hay Ulisses, là một cầu thủ bóng đá người Brasil thi đấu cho União de Leiria.

## Sự nghiệp câu lạc bộ
Anh ra mắt chuyên nghiệp tại Campeonato Brasileiro Série B cho América Mineiro vào ngày 29 tháng 5 năm 2010 trong trận đấu trước Ipatinga.